# Pauli Ebner
Pauli Ebner, eigentlich Paula Ebner bzw. Pauline Ebner, (geboren 26. August 1873 in Wien, Österreich-Ungarn; gestorben 9. November 1949 ebenda) war eine österreichische Malerin und Illustratorin.

## Leben
Pauli Ebner wurde als Tochter eines Handschuhmachers in Wien geboren. Sie konnte ihre Ausbildung an der privaten Malschule Strehblow in Wien genießen. 1912 wurde sie im Österreichischen Künstlerbund als Mitglied aufgenommen. Sie illustrierte zahlreiche Kinderbücher, Bücher für Kaufhaus-Bilderbuchverlage und malte viele Bildpostkarten und Glückwunschkarten für diverse Postkartenverlage. Vier Serien von Sammelbildern für die Firma Palmin sind bekannt und eine Serie für die Schweizer Schokoladenfirma Suchard. Ihr bevorzugtes Thema waren kleine Kinder, besonders Mädchen. Sie signierte ihre Zeichnungen meist als »Pauli Ebner« oder »P. EBNER«. Allerdings geht man davon aus, dass es eine große Zahl von ihr illustrierter Bücher gab, die anonym verlegt wurden.

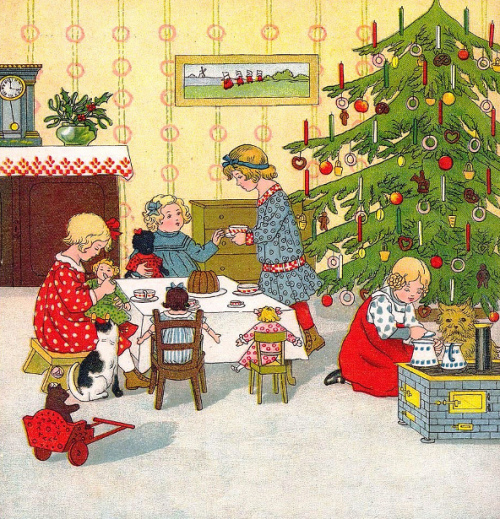

## Illustrierte Bücher
- Des Kindes Tageslauf
- Es schneielet - es beielet. Ein Schweizer Kinder-Liederbuch mit Bildern von Paula Ebner
- Jugendspiegel
- Kommt Alle Herbei
- Mein Püppchen
- Familie Schnuppernäschen: Ein Tiermärchen / Im Osterhasenland
- Waldmännlein erzählt
- Schöne deutsche Kinderlieder und Reime für Mutter und Kind, Nürnberg 1910